# Fòrum Lliure
EL Fòrum Lliure (eslovac Slobodné Fórum) va ser un partit polític d'Eslovàquia d'ideologia liberal fundat el 13 de gener 2004 per parlamentaris dissidents de la Unió Democràtica i Cristiana Eslovaca – Partit Democràtic encapçalats per Ivan Šimko per friccions amb Mikuláš Dzurinda. El 27 de març és escollida cap del partit Zuzana Martináková, raó per la qual Ivan Šimko abandonà el partit l'octubre per a fundar Misia 21 (Missió 21).
A les eleccions legislatives eslovaques de 2006 va obtenir un 3,47% dels vots, insuficients per a obtenir representació al Consell Nacional. El 2009 fou admès com a observador al PLDRE. Es va dissoldre al 2016.

## Resultats electorals
| Any  | Vots                                  | %                                     | Escons  | +/- |
| ---- | ------------------------------------- | ------------------------------------- | ------- | --- |
| 2006 | 79.963                                | 3,47                                  | 0 / 150 | Nou |
| 2010 | Coalició Unió – Partit per Eslovàquia | Coalició Unió – Partit per Eslovàquia | 0 / 150 | =   |
| 2012 | 8.908                                 | 0,35                                  | 0 / 150 | =   |